# Аннегрит (лунный кратер)
Кратер Аннегрит (лат. Annegrit) — маленький ударный кратер в западной части Моря Дождей на видимой стороне Луны. Название дано по немецкому женскому имени и утверждено Международным астрономическим союзом в 1976 г. 

## Описание кратера

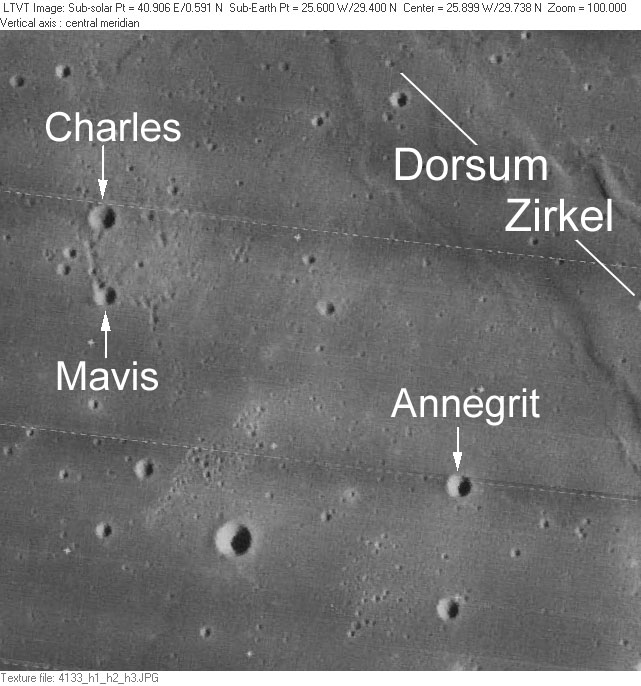
Окрестности кратера Аннегрит. Снимок зонда Lunar Reconnaissance Orbiter.

На юге от кратера находится пик Ла Гира, на северо-востоке — гряда Циркеля. Ближайшими соседями кратера являются кратеры Мавис и Шарль на северо-западе. 
Селенографические координаты центра кратера 29°26′ с. ш. 25°38′ з. д. / 29,43° с. ш. 25,64° з. д., диаметр 1,29 км, глубина 0,1 км.
Кратер имеет чашеобразную форму. Высота вала над окружающей местностью составляет 40 м. По морфологическим признакам кратер относится к типу ALC (по названию типичного представителя этого класса — кратера Аль-Баттани C).

## Сателлитные кратеры
Отсутствуют.